# Erica opulenta
Erica opulenta là một loài thực vật có hoa trong họ Thạch nam. Loài này được (J.C.Wendl. ex Klotzsch) Benth. mô tả khoa học đầu tiên năm 1838.